# FA Charity Shield 1993
De  FA Charity Shield 1993 was de 71e FA Charity Shield, een jaarlijkse Engelse voetbalwedstrijd georganiseerd door de Engelse voetbalbond (The Football Association) en werd gespeeld tussen (voor het eerst) de winnaars van de Premier League en de FA Cup van vorig seizoen.
Deze werd gespeeld op 7 augustus 1993 door Manchester United, de kampioen van de eerste editie van de Premier League, en Arsenal, dat het voorgaande seizoen de FA Cup won. De wedstrijd werd gespeeld op Wembley Stadium, waar 66.519 toeschouwers aanwezig waren. Na strafschoppen (4–5) won Manchester United de supercup.

## Wedstrijd
|                       |                                                 |     |                                       |                                                                                            |
| 7 augustus 1993 12:30 | Arsenal                                         | 1–1 | Manchester United                     | Wembley Stadium, Londen Toeschouwers: 66.519 Scheidsrechter: Gerald Ashby (Worcestershire) |
| 7 augustus 1993 12:30 | Wright 40'                                      |     | Hughes 8'                             | Wembley Stadium, Londen Toeschouwers: 66.519 Scheidsrechter: Gerald Ashby (Worcestershire) |
| 7 augustus 1993 12:30 | Strafschoppen                                   |     |                                       | Wembley Stadium, Londen Toeschouwers: 66.519 Scheidsrechter: Gerald Ashby (Worcestershire) |
| 7 augustus 1993 12:30 | Winterburn Jensen Campbell Merson Wright Seaman | 4–5 | Ince Bruce Irwin Keane Cantona Robson | Wembley Stadium, Londen Toeschouwers: 66.519 Scheidsrechter: Gerald Ashby (Worcestershire) |

| Arsenal | Manchester United |

| GK             | 1  | David Seaman     |  |     |
| RB             | 2  | Lee Dixon        |  | 46' |
| CB             | 5  | Andy Linighan    |  |     |
| CB             | 6  | Tony Adams       |  |     |
| LB             | 3  | Nigel Winterburn |  |     |
| RM             | 17 | John Jensen      |  |     |
| CM             | 4  | Paul Davis       |  |     |
| CM             | 10 | Paul Merson      |  |     |
| LM             | 15 | Anders Limpar    |  | 74' |
| CF             | 8  | Ian Wright       |  |     |
| CF             | 7  | Kevin Campbell   |  |     |
| Wisselspelers: |    |                  |  |     |
| GK             | 13 | Alan Miller      |  |     |
| DF             | 14 | Martin Keown     |  | 46' |
| MF             | 11 | Eddie McGoldrick |  | 74' |
| MF             | 22 | Ian Selley       |  |     |
| MF             | 25 | Neil Heaney      |  |     |
| Coach:         |    |                  |  |     |
| George Graham  |    |                  |  |     |

| GK             | 1  | Peter Schmeichel    |  |     |
| RB             | 2  | Paul Parker         |  |     |
| CB             | 6  | Gary Pallister      |  |     |
| CB             | 4  | Steve Bruce         |  |     |
| LB             | 3  | Denis Irwin         |  |     |
| RM             | 5  | Andrej Kantsjelskis |  |     |
| CM             | 8  | Paul Ince           |  |     |
| CM             | 9  | Roy Keane           |  |     |
| LM             | 11 | Ryan Giggs          |  | 68' |
| CF             | 10 | Mark Hughes         |  |     |
| CF             | 7  | Éric Cantona        |  |     |
| Wisselspelers: |    |                     |  |     |
| GK             | 13 | Les Sealey          |  |     |
| MF             | 12 | Bryan Robson        |  | 68' |
| MF             | 15 | Lee Sharpe          |  |     |
| MF             | 16 | Darren Ferguson     |  |     |
| FW             | 14 | Brian McClair       |  |     |
| Coach:         |    |                     |  |     |
| Alex Ferguson  |    |                     |  |     |